# Pachylepyrium
Pachylepyrium là một chi nấm trong họ Strophariaceae, thuộc bộ Agaricales. Chi này được nhà nghiên cứu Rolf Singer miêu tả khoa học lần đầu tiên vào năm 1958. Pachylepyrium phân bố rộng rãi ở các khu vực phía bắc của vành đài khí hậu ôn đới. Chi này hiện bao gồm bảy loài nấm.